# 静恵法親王
静恵法親王（じょうえほっしんのう、長寛2年（1164年）- 建仁3年3月13日（1203年4月26日））は、平安時代末期から鎌倉時代初期にかけての法親王。

## 経歴
父は後白河天皇。母は遊女丹波局（丹波局を紀孝資の娘とする史料があるが根拠不明、『山槐記』安元元年8月16日条に丹波局は実は遊女であったと記されている）。三千院宮・青竜院宮・聖護院宮とも称される。
ただし、『本朝皇胤紹運録』には平信業の娘・坊門局を母として記載している（実際には坊門局は信業の姉妹）。これは丹波局の出自を憚ってその存在の抹消を図ったとも言われている（同母兄弟とされる承仁法親王の母も輔仁親王の子である仁操の娘・三条局とされている）。
青蓮院の覚忠の門に入って得度し、養和元年（1181年）には一身阿闍梨となる。翌寿永元年（1182年）、頌子内親王の猶子となり、建久2年（1191年）には親王宣下を受けた。翌建久3年（1192年）、浄妙寺別当となり、建久7年（1196年）には園城寺長吏に就任して4年間務めた。
後に聖護院に居住したことにより、聖護院は法親王が入寺する門跡寺院としての待遇を受けることになった。また、法親王が熊野に屯倉を持っていたことで、聖護院と熊野三山の関係が深まることになった。